# Marshall Munetsi
Marshall Nyasha Munetsi (* 22. Juni 1996 in Harare) ist ein simbabwischer Fußballspieler, der aktuell bei den Wolverhampton Wanderers in der Premier League spielt.

## Karriere

### Verein
Munetsi begann seine fußballerische Ausbildung in der Friendly Academy. Bis 2015 spielte er anschließend bei den Blue Rangers. Er wechselte dann in die südafrikanische zweite Liga zu Ubuntu Football aus Kapstadt. Dort spielte er 22 Mal im Amateurbereich, wobei er einmal traf.
Nach nur einer Spielzeit wechselte er im Sommer 2016 in die Premier Soccer League zu den Orlando Pirates. Direkt nach seiner Ankunft wurde er an den Ligakonkurrenten Baroka FC verliehen. Bei seinem Debüt am zweiten Spieltag der Saison 2016/17 schoss er bei seinem Ligadebüt bei der 1:2-Niederlage gegen den Highlands Park FC auch direkt sein erstes Tor. Insgesamt traf er 2016/17 dreimal in 32 Spielen in der Liga, den Playoffs und den Pokalwettbewerben. Nach seiner Rückkehr setzte er sich nach der halben Spielzeit 2017/18 auch bei den Pirates durch und kam noch zu 14 Saisoneinsätzen. In der Spielzeit 2018/19 kam er 16 Mal in der Liga zum Zug, dreimal im Pokal und kam viermal in der CAF Champions League zum Einsatz.
Im Sommer 2019 wechselte er nach Frankreich in die Ligue 1 zu Stade Reims. Am vierten Spieltag der Saison 2019/20 debütierte er in einer europäischen Topliga, als er beim 2:0-Sieg über den OSC Lille spät eingewechselt wurde. Insgesamt spielte er in jener Spielzeit 17 von 28 möglichen Spielen in der Liga und kam mit seiner Mannschaft bis ins Halbfinale der Coupe de la Ligue. In der Saison 2020/21 wurde er bereits häufiger eingesetzt und bestritt 27 Ligaspiele, wobei er einmal traf. Die folgende Spielzeit 2021/22 beendete er trotz einer Verletzung als Stammspieler mit 24 Einsätzen und fünf Toren. In der Saison 2022/23 kam er auf 34 Ligaspiele und erzielte dabei elf Scorerpunkte. In der darauffolgenden Spielzeit 2023/24 kam er verletzungsbedingt nur auf 27 Einsätze, erzielte dabei jedoch acht Scorerpunkte. Zu Beginn der Saison 2024/25 bestritt er 19 Ligaspiele, vier davon als Kapitän. Im Februar 2025 wechselte er in die Premier League zu den Wolverhampton Wanderers, für die er bis Saisonende in allen 14 Ligaspielen zum Einsatz kam.

### Nationalmannschaft
Am 21. März 2018 debütierte Munetsi in einem Freundschaftsspiel gegen Sambia für die simbabwische A-Nationalmannschaft, als er bei der Niederlage im Elfmeterschießen 90 Minuten lang spielte. Mit seiner Nation nahm er im Folgejahr am Afrika-Cup 2019 teil, bei dem er alle drei Gruppenspiele absolvierte, jedoch mit dem Team nicht weiterkam. Wenige Monate später traf er in der WM-Qualifikation für 2022 bei einem 3:1-Sieg gegen Somalia das erste Mal im Nationaltrikot. Bis Oktober 2021 spielte er 23 Mal für sein Land, wobei er einmal traf.